# Fuerte Bulnes

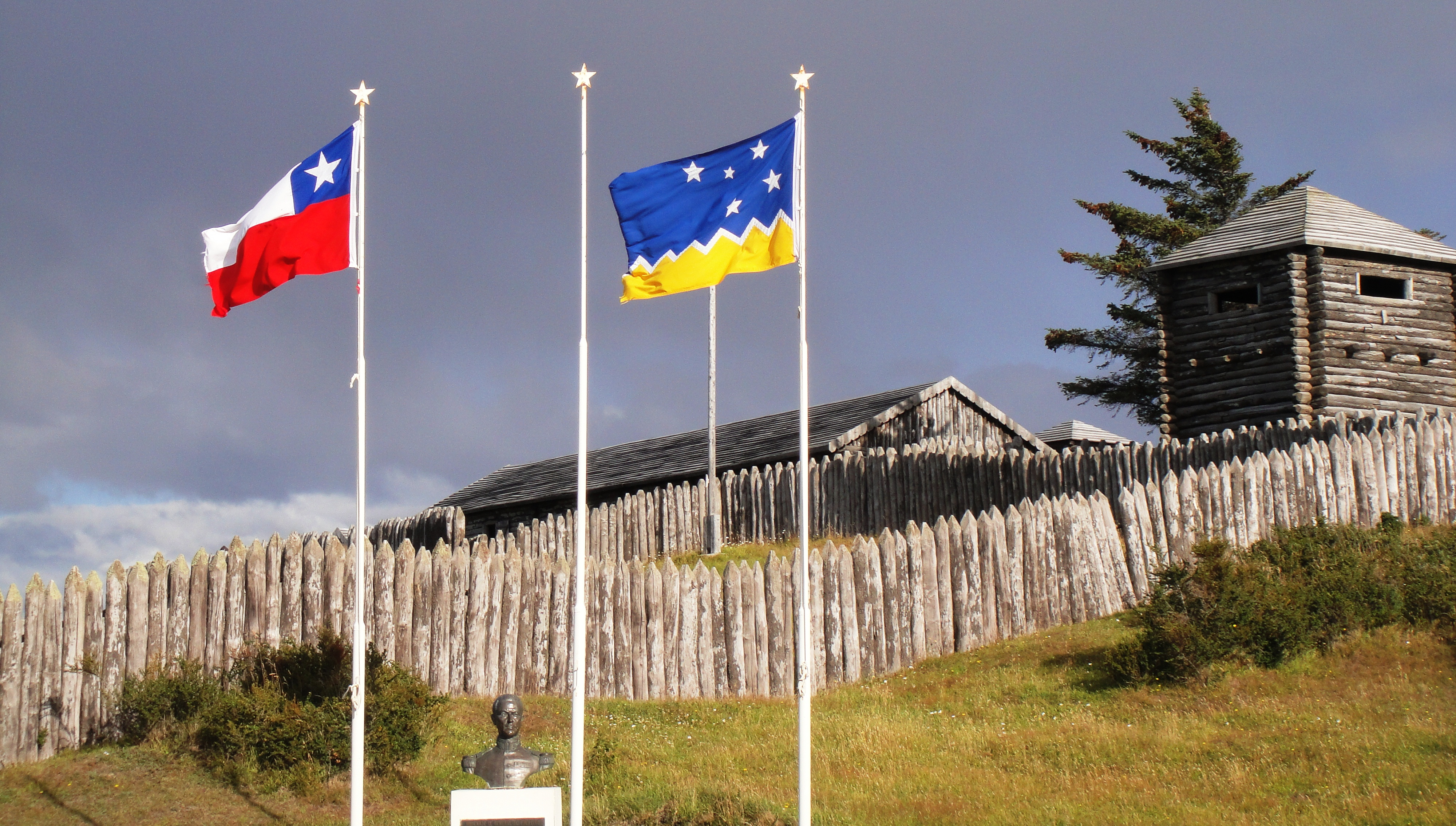
Eingang zum Fort mit den Flaggen Chiles und der Región de Magallanes y de la Antártica Chilena

Das Fuerte Bulnes ist eine chilenische Befestigungsanlage an der Magellanstraße. Sie liegt 62 Kilometer südlich der Großstadt Punta Arenas und einige Kilometer nördlich des Kap Froward, des südlichsten Ortes des amerikanischen Festlandes.

## Geschichte
Schon seit Gründung der chilenischen Republik Anfang des 19. Jahrhunderts unter Bernardo O’Higgins bestand ein Interesse seitens der chilenischen Regierung, die Südspitze des Kontinents zu kolonialisieren. 1842 beschloss der chilenische Präsident Manuel Bulnes, ein Schiff mit Soldaten an die Magellanstraße zu senden, um dort eine Fortifikation zu errichten und die chilenischen Gebietsansprüche zu untermauern. Unter der Führung des englisch-chilenischen Kapitäns John Williams Wilson machte sich am 22. Mai 1843 die Expedition mit 23 Mann, unter ihnen auch der preußische Kolonialist Bernardo Philippi, von Ancud aus auf den Weg gen Süden. Am 21. September 1843 kamen sie in Punta Santa Ana, einer Bucht an der Magellanstraße, an. Dort errichteten sie eine Befestigungsanlage, das Fuerte Bulnes, das sie nach dem damaligen Präsidenten benannten und das am 30. Oktober 1843 offiziell gegründet wurde. Allerdings hatten die Expeditionsteilnehmer die schwierigen klimatischen Bedingungen am äußersten Ende des Kontinents unterschätzt. Viele der Kolonialisten verließen das Fuerte Bulnes nach kurzer Zeit, sodass keine dauerhafte Besiedlung entstand. Deswegen wurde 1848 einige Kilometer nördlich an einer geschützten Stelle Punta Arenas gegründet. Im Zuge dessen verfiel das Fort allmählich. Bis 1852 wurde es noch als kleiner Militärposten genutzt, ehe es im Zuge der versuchten Revolution von 1851 in Brand gesteckt wurde und ausbrannte.

## Rekonstruktion und Situation heute
In den 1940er Jahren wurde das zerstörte Fort wieder aufgebaut. 1968 wurde es zu einem Monumento nacional erklärt, das zunächst von der CONAF verwaltet wurde, später jedoch in privaten Besitz überging. Es befindet sich im Parque del Estrecho de Magallanes. Das Fuerte ist heute ein beliebtes Ziel für Touristen in Patagonien. Des Weiteren wurden im Gebiet um das Fort Wanderwege, Aussichtspunkte und Picknickbereiche angelegt.

## Fotogalerie

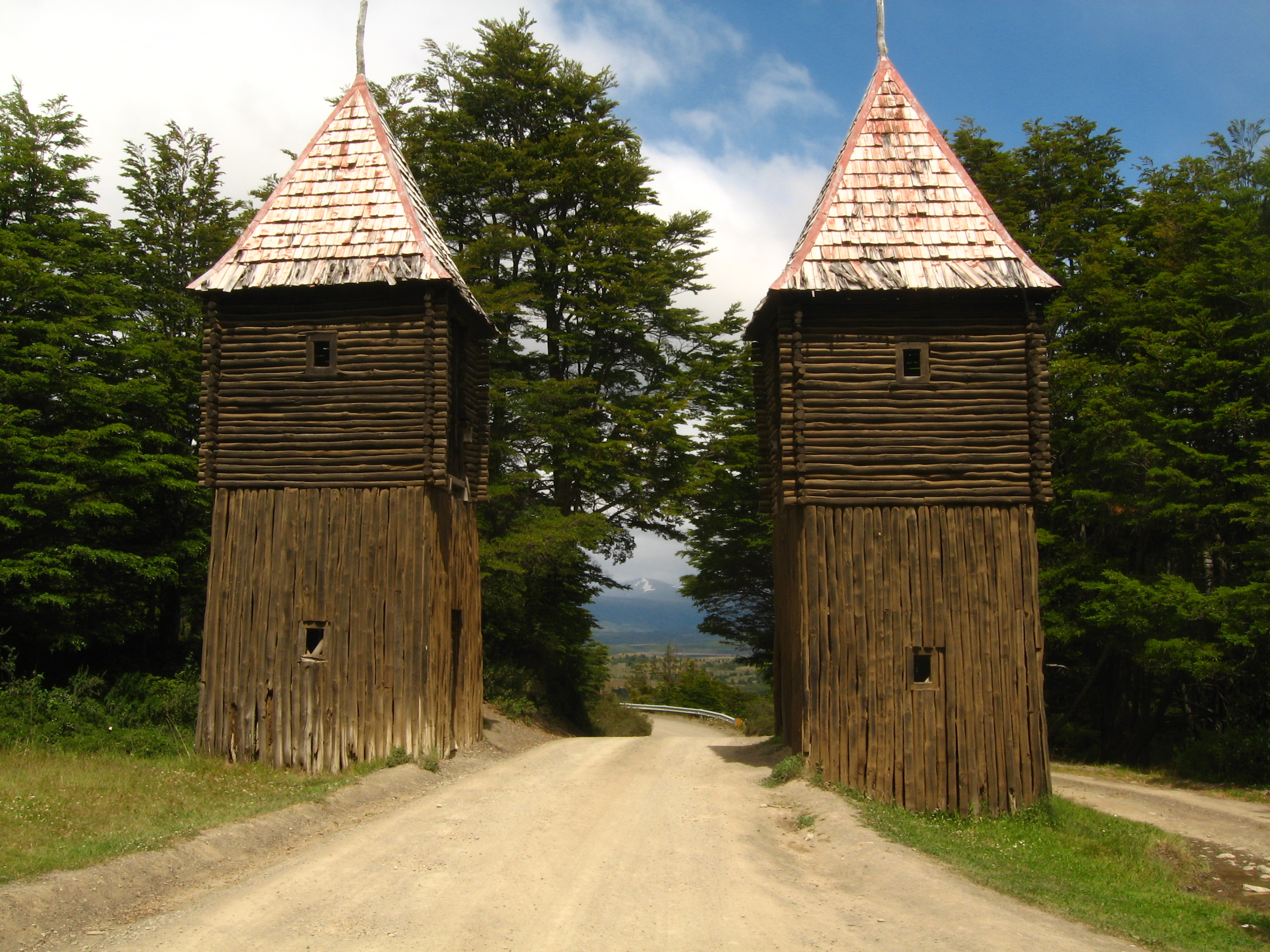
Holztürme des Forts
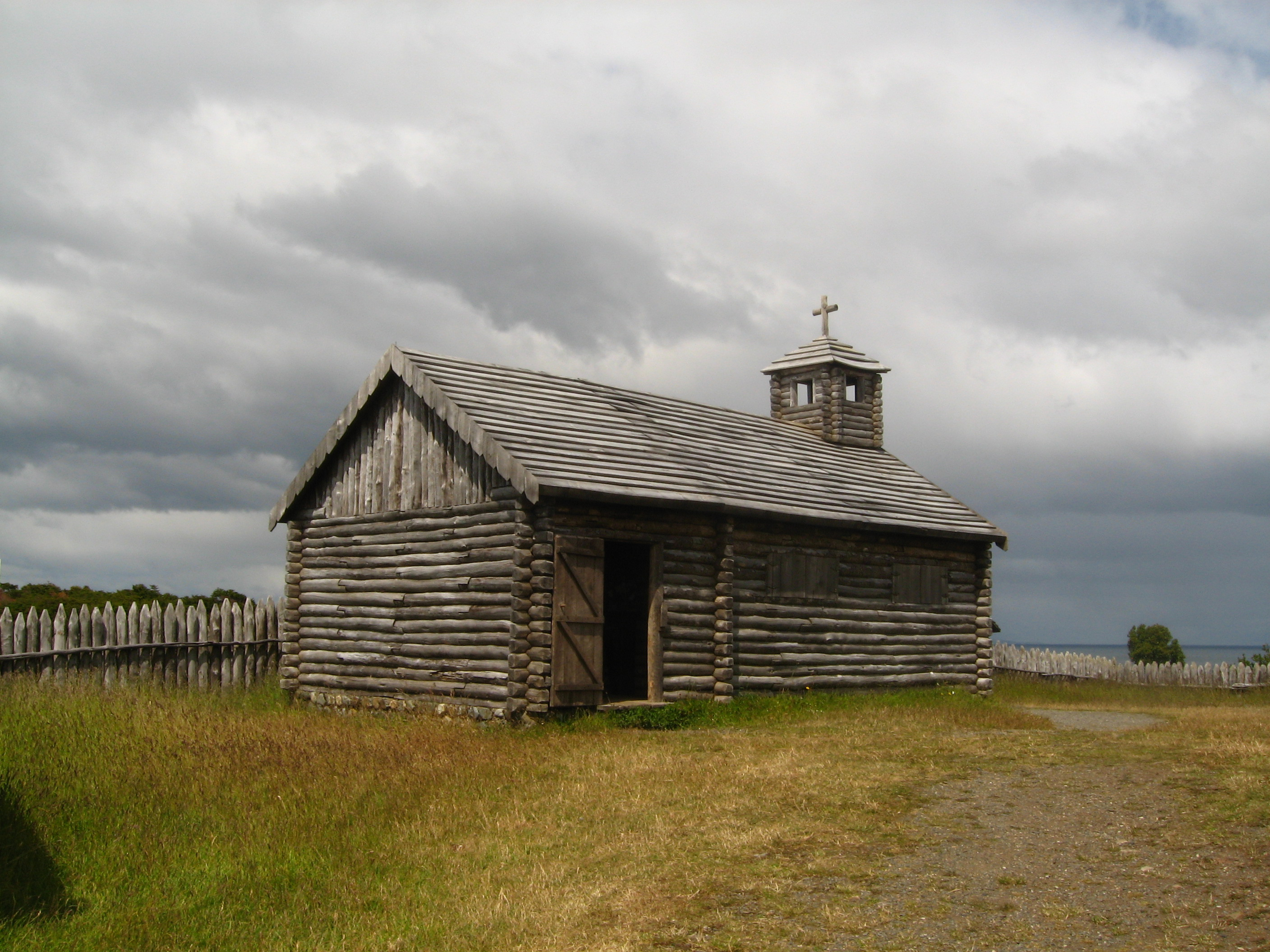
Die Kapelle
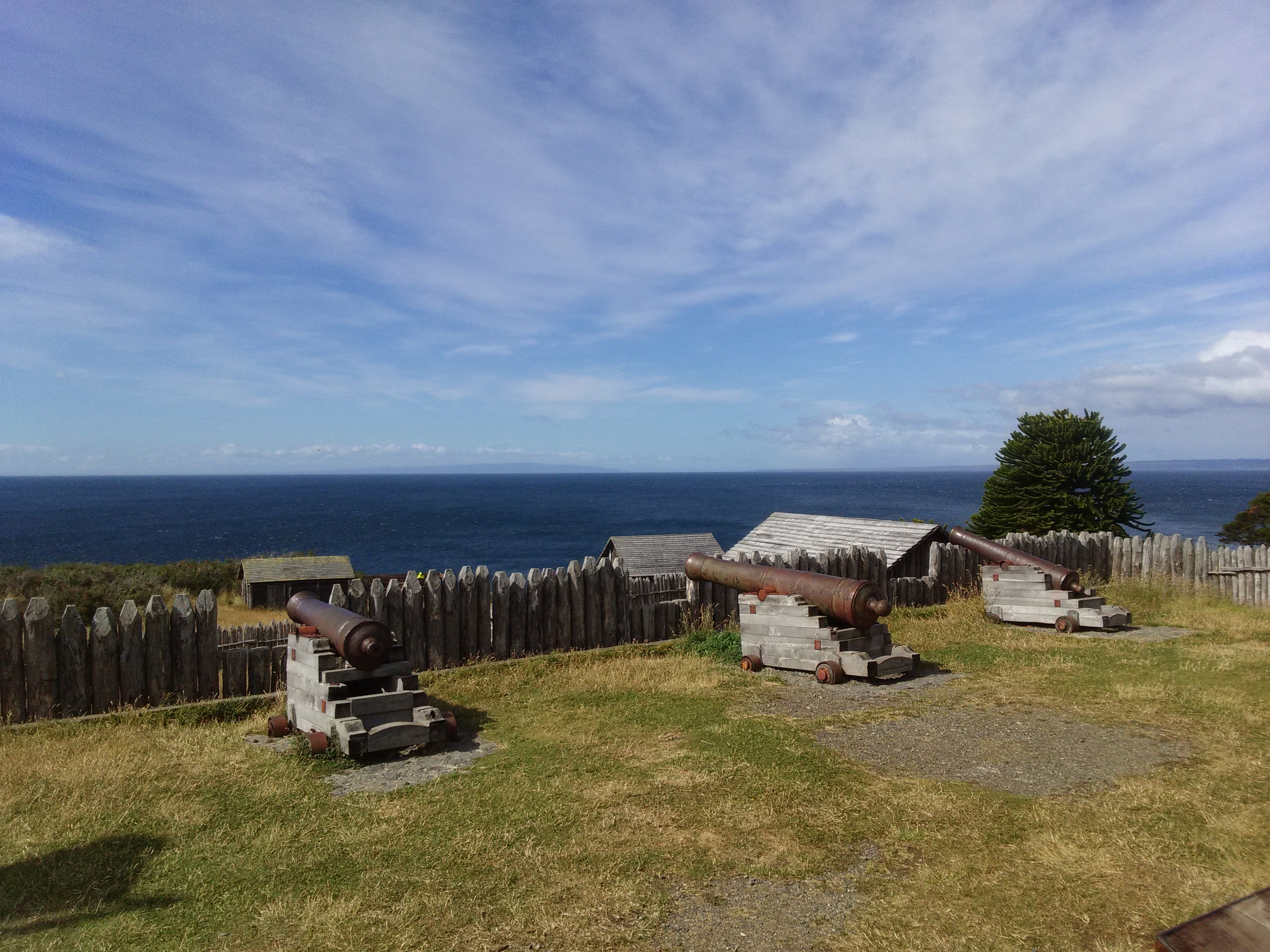
Kanonen
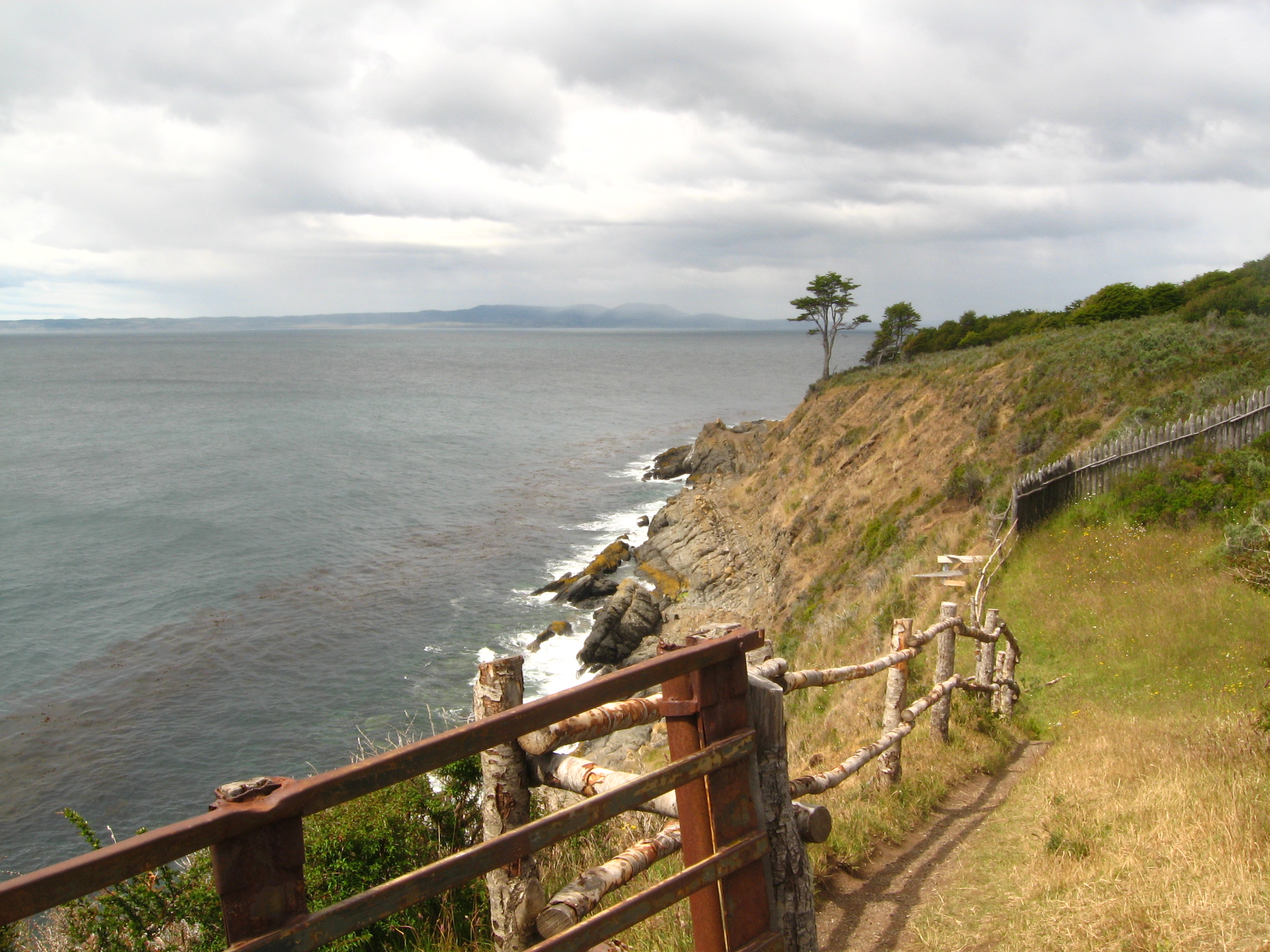
Umgebung des Forts